# Bahamy na Letních olympijských hrách 2004
Bahamy se účastnily Letní olympiády 2004 ve 3 sportech. Zastupovalo je 22 sportovců (13 mužů a 9 žen).

## Medailové pozice
| Medaile | Jméno                    | Sport    | Disciplína        |
| ------- | ------------------------ | -------- | ----------------- |
| Zlato   | Tonique Williams-Darling | Atletika | Ženy běh na 400 m |
| Bronz   | Debbie Fergusonová       | Atletika | Muži běh na 200 m |